# حبیب دیالو
حبیب دیالو (انگلیسی: Habib Diallo؛ زادهٔ ۱۸ ژوئن ۱۹۹۵) بازیکن فوتبال اهل سنگال است که در حال حاضر برای باشگاه فوتبال الشباب عربستان سعودی بازی می‌کند. 
از باشگاه‌هایی که در آن بازی کرده است می‌توان به باشگاه فوتبال متس و باشگاه فوتبال استاد برستوا ۲۹ اشاره کرد.
وی همچنین در تیم ملی فوتبال سنگال بازی کرده است.